# Cafe de CAMUS
『Café de CAMUS』（カフェ・ド・カミュ）は、TBSラジオで放送されていた音楽ラジオ番組。2006年10月7日放送開始、2007年3月31日放送終了。

## 番組内容
前番組は『Smoke Free Cafe』。前番組はタイトルにあるように喫煙の話題が取り上げられていたが、秋山が未成年ということもあり、そのままでは内容が不適切としてリニューアルしたものと思われる。
前番組からの流れでセインがマスター、秋山がアルバイト店員という設定で、毎回お題となる邦楽を1曲決め、秋山がセインと共に英訳していく。ホームページにあるが、『Smoke Free Cafe』より客足が遠のいているので、2人で暇つぶしに話をしているという設定である。

## 放送時間
- 毎週土曜日 23:30～24:00

## 出演者

### パーソナリティ
- セイン・カミュ（タレント）
- 秋山奈々（モデル、女優）

### ナレーション
- 小倉弘子 （TBSアナウンサー）